# Prior

Escudo heráldico de prior.

Prior (en femenino priora), del latín prior, es decir, “el primero”, es un puesto de autoridad dentro de las estructuras de gobierno eclesiásticas, un superior dentro de una comunidad, aplicado tanto en órdenes religiosas regulares como seculares. En muchas circunstancias, además, disfrutaba del beneficio de un priorato: «Prior quasi primus inter alios» (en español, «Prior como el primero entre otros»). 

## Descripción
La figura del prior está presente en los casos de congregaciones, monasterios y conventos, pero también en otro tipo de comunidades como canónigos regulares o como los existentes en los cabildos catedralicios. También es un cargo observado en el caso de las órdenes militares para designar a la figura de autoridad responsable de un aŕea territorial donde se engloban varias encomiendas. Finalmente, muchas cofradías y hermandades cuentan con la figura del prior como máximo responsable de las mismas aún siendo conformadas por seglares.

## Órdenes monásticas y conventuales
Se puede referir al representante del abad en los monasterios con rango de abadía aunque durante la etapa del románico en un monasterio la figura del superior podía ser un prior, no necesariamente un abad. De hecho en la Regla de san Benito no se hace mención definida de la figura del prior sino que usa el término «con un significado más genérico, en el sentido de “superior” o “mayor”, de modo que no hay un prior, sino que para cada monje lo son todos los que le preceden en rango.»

Si quis autem frater pro quavis minima causa ab abbate vel a quocumque priore suo corripitur quolibet modo
Pero si algún hermano es corregido de alguna manera por el abad o por alguno de sus priores por cualquier pequeña razón
Regla de San Benito, LXXI, 6

En el siglo XIII la situación cambia. En las Siete Partidas de Alfonso X el Sabio, se utiliza la palabra “mayoral” para definir a todos los superiores de un monasterio, englobando a abades, priores y abadesas:  

LEY XXII.

Que los abades, nin los priores nin los otros mayorales non deben á ninguno recebir en orden por precio nin d pleito que tenga alguna cosa apartada por suya. 
«Precio non deben tomar los abades, nin los priores, nin las abadesas nin los otros mayorales de los monesterios, quier sean de varones ó de mugeres, de aquellos que quisiesen entrar en sus órdenes.»
Alfonso X de Castilla, Las Siete Partidas del rey don Alfonso el Sabio, Partida I, Tit. VII, ley XXII

En resumen, en plena Edad Media, dentro del monacato benedictino (este es el caso de los monasterios de las órdenes benedictina, cisterciense y trapense) el prior también puede tener la función de superior de un monasterio de entidad menor llamado priorato, que puede ser dependiente o no de una abadía, o puede ser el «oficial que asiste al abad en la dirección del monasterio, que lo sustituye en caso de ausencia, un auténtico lugarteniente del abad.» En ambos casos, habiendo abad, es potestad del mismo la designación del prior.
También se puede referir al superior de un monasterio o un convento para las órdenes mendicantes, como en los dominicos, carmelitas, agustinos, agustinos recoletos y jerónimos entre otros. El representante del prior es en este caso el vicario o el subprior.
Administrativamente, un prior puede igualmente ser el responsable de una propiedad de una orden hospitalaria, bajo la autoridad de un gran maestre.
El superior de un monasterio de franciscanos o capuchinos se llama guardián.

## Cabildos regulares
Los cabildos regulares adscritos a una catedral o a una iglesia colegial, por influencia de las reglas monásticas, «comenzaron a organizar su vida comunitaria en torno al claustro, la sala capitular, el refectorio y el templo catedralicio, de una forma similar a los monasterios e incluso sometidos a un Abad y sujetos a un regla (regula), generalmente la de San Agustín, por lo que sus componentes fueron conocidos como canónigos regulares y los Cabildos correspondientes confundidos prácticamente con los Capítulos de monjes de los Monasterios.» Desde el Concilio de Aquisgrán (Aix-la-Chapelle) en 816 se especifican las estructuras y funciones de los cabildos sujetos a una regla. En algunas ocasiones, «de algunos cabildos principales podían depender otros menores, presididos por un Prior» existiendo también por ello, como en el caso monástico, sus propios prioratos.
Así, como ejemplo, en 1086, el obispo Pedro de Roda, con apoyo del rey Sancho Ramírez, «acomodó a su Iglesia la Regla de San Agustín, estableciendo entre el número indefinido de Canónigos, doce dignidades, que, bajo la moderación de un Prior, guardasen la vida monástica y ayudasen al Prelado en el gobierno de la diócesis.»

## Órdenes militares
En el caso de las órdenes militares, donde a la vocación religiosa se une la militar, también existe la figura del prior. También se conoce como prior al superior de las órdenes militares españolas de Calatrava, Santiago, Montesa y Alcántara. 
En la actualidad esta intitulación la ostenta el obispo de Ciudad Real, que de esta manera se convierte en el superior de las órdenes militares españolas y único obispo-prior de España.
En la Orden de los Caballeros de Malta, el prior preside el organismo encargado de administrar los bienes comprendidos en varias encomiendas. El gran prior es la dignidad mayor a las demás de cada lengua.

## Cofradías, hermandades y congregaciones
Al menos en la península ibérica y en Hispanoamérica, son numerosas las localidades donde existen cofradías, hermandades y congregaciones formadas en torno a basílicas, iglesias o ermitas donde se organizan los vecinos en aras a preservar el patrimonio material e inmaterial inherente a tales templos, así como a organizar celebraciones y fiestas durante el calendario anual. Es habitual la figura del prior, o priora, al frente de tales organizaciones.

## Consulados de comercio
En los consulados de comercio, tribunales de comercio o tribunales del Consulado, instituciones gremiales con jurisdicción propia, el prior era la máxima autoridad elegida por los comerciantes de la ciudad, junto a los cónsules, cuya jurisdicción era similar a los actuales tribunales mercantiles. Un caso característico se da en los Consulados del Mar.

## República de Florencia
En Florencia, en la época comunal, prior era el título de sus representantes, que se convirtió en un cargo estable con las reformas de 1282. Inicialmente eran tres y representaban al gremio de los mercaderes (Arte di Calimala), al de los cambistas y al de los de la lana. En años sucesivos, varió su número, así como las modalidades de su elección y la duración de su cargo, muchas veces limitado a dos meses. Los priores, llamados señores, constituían el gobierno del municipio que, por este motivo, se definía como señoría.

## Apellido
Asimismo, Prior es también un apellido vasco-francés.[cita requerida]